# Тишина
Тишина (словен. Tišina) — поселення в общині Тишина, Помурський регіон, Словенія. Висота над рівнем моря: 195,5 м.